# Andrew G. Vajna
Andrew George Vajna (Budapest, 1 de agosto de 1944-Ib., 20 de enero de 2019), nacido como Vajna András György, fue un productor de cine y empresario húngaro-estadounidense, más conocido por haber fundado los estudios Carolco Pictures (junto con Mario Kassar) y Cinergi Pictures.

## Biografía
Comenzó su carrera comprando varias salas de cine en Extremo Oriente y más tarde se dedicó a la adquisición y distribución creando Panasia Films Limited en Hong Kong. En 1976, Vajna vendió Panasia a la Golden Harvest Company de Raymond Chow y se unió a Mario Kassar para fundar Carolco Pictures.
En 1982 fue miembro fundador, y luego presidente, de la American Film Marketing Association. Ese mismo año, después de algunos trabajos modestos, Carolco comenzó a cosechar grandes éxitos, como la serie Rambo. Pese a ello, Vajna abandonó la empresa en 1989, vendiendo su parte a Kassar, para crear Cinergi Pictures. Pactó un acuerdo de exclusividad por cinco años con The Walt Disney Company para distribuir dos o tres películas cada año por toda América. También en 1989 creó Intercom, una empresa dedicada principalmente a la exhibición y distribución de películas estadounidenses por Europa Central y Oriental; y el Summit Group, una empresa conjunta entre Cinergi y las empresas Constantin Films de Bernd Eichinger y Regency International de Arnon Milchan, para dirigir las ventas al exterior y la distribución de otros proyectos.
Tanto en Carolco como en Cinergi, su estrategia fue desarrollar relaciones a largo plazo con productores talentosos para producir tres o cuatro películas cada año, que financiaba vendiendo anticipadamente sus derechos en el extranjero. 
La taquilla y los presupuestos para sus películas comenzaron a caer a finales de 1996 y el acuerdo de distribución con Disney fue cancelado en abril de 1997, por lo que Cinergi finalmente cerró en 1998. Tres años antes, Carolco Pictures también había cerrado; Vajna y Kassar se asociaron nuevamente en 2002 para formar C2 Pictures para continuar con secuelas y remakes de películas sobre las que tenían derechos, especialmente la franquicia Terminator.
Además de producir cine, en 2003 compró Games Unlimited y revivió Cinergi como Cinergi Interactive, una empresa de videojuegos que funcionó hasta el año 2007; así como Las Vegas Casino, una empresa con licencia de juego húngaro que opera varios casinos en su Budapest natal.
En sus últimos años de vida fue Comisionado de Arte Cinematográfico de la República de Hungría y propietario del canal de televisión privado TV2.

## Filmografía como productor ejecutivo
- Hei lu (1972).
- The Amateur (1981).
- Victory (1981).
- First Blood (1982).
- Superstition (1982).
- Rambo: First Blood Part II (1985).
- Extreme Prejudice (1987).
- Angel Heart (1987).
- Red Heat (1988).
- Rambo III (1988).
- Johnny Handsome (1989).
- DeepStar Six (1989).
- Jacob's Ladder (1990).
- Testigo accidental (1990).
- Air América (1990).
- Total Recall (1990).
- Mountains of the Moon (1990).
- Medicine Man (1992).
- Basic Instinct (1992).
- Tombstone (1993).
- Color of Night (1994).
- Renaissance Man (1994).
- Nixon (1995).
- The Scarlet Letter (1995).
- Judge Dredd (1995).
- Die Hard with a Vengeance (1995).
- Evita (1996).
- Amanda (1996).
- A Miniszter félrelép (1997).
- Shadow Conspiracy (1997).
- An Alan Smithee Film: Burn Hollywood Burn (1998).
- The 13th Warrior (1999).
- A Holocaust szemei (2000).
- An American Rhapsody (2001).
- Soy espía (2002).
- Terminator 3: La rebelión de las máquinas (2003).
- Szabadság, szerelem (2006).
- Freedom's Fury (2006).
- Terminator: The Sarah Connor Chronicles (2008).
- Terminator Salvation (2009).

## Premios
| Año  | Premio    | Categoría             | Película           | Compañeros                  | Resultado |
| ---- | --------- | --------------------- | ------------------ | --------------------------- | --------- |
| 1996 | Razzie    | Peor secuela o remake | The Scarlet Letter | Roland Joffé                | Ganador   |
| 1996 | Razzie    | Peor película         | The Scarlet Letter | Roland Joffé                | Nominado  |
| 1997 | Satellite | Mejor película        | Evita              | Alan Parker Robert Stigwood | Ganador   |